# Grand Forks Air Force Base
La Grand Forks Air Force Base (IATA: RDR, ICAO: KRDR, FAA LID: RDR), anche nota semplicemente come Grand Forks AFB è un aeroporto militare della United States Air Force situato a circa 24 chilometri dalla città di Grand Forks nel Dakota del Nord.